# Bendern
Bendern – wieś w Liechtensteinie, w gminie Gamprin, w regionie Unterland. W miejscowości znajduje się dwunastowieczny kościół. Od 1986 siedziba Liechtenstein-Institut, instytutu zajmującego się badaniem historii, prawa, gospodarki i polityki, a także Międzynarodowej Akademii Filozofii (IAP).